# Liste de personnalités nées à Florence
Cette liste des personnalités nées à Florence recense les natifs et leurs dates et lieux de vie, la raison de leur notoriété (métier, titre, etc.). Ils sont tous Italiens sauf précision contraire. Elle tente aussi de consolider les informations de diverses catégories (voire de les corriger en cas d'erreur ou de manques).

## Les artistes et les scientifiques
- Haut – A
- B
- C
- D
- E
- F
- G
- H
- I
- J
- K
- L
- M
- N
- O
- P
- Q
- R
- S
- T
- U
- V
- W
- X
- Y
- Z

Liste par ordre alphabétique (mode italien en usage jusqu'au milieu de l'époque moderne : prénom, patronyme voire surnom).

### A
- Alfredo Andreini, médecin et entomologiste (Florence, 1870 - Lippiano, 1943)
- Agnolo Firenzuola, écrivain (Florence, 1493 - ~ 1548)
- Agostino Ciampelli, peintre (Florence, 1565 – Rome, 1630)
- Albert de Gondi, seigneur du Perron, comte, puis marquis de Belle-Isle, duc de Retz, maréchal de France (Florence, 1522-1602)
- Aldo Palazzeschi, poète et romancier (Florence, 1885 - Rome, 1974)
- Agostino Veracini, peintre et restaurateur (Florence, 1689-1762)
- Alexandre de Médicis, le Maure (il Moro), Ier duc de Florence, en 1532 (Florence, 1510 - Florence, 1537)
- Alessandro Allori dit le Bronzino, peintre florentin (Florence, 1535 - Florence, 1607)
- Alessandro Fei dit il Barbiere, peintre (Florence, 1543-1592)
- Amerigo Vespucci, marchand et navigateur (Florence, 1451-1512)
- Andrea Boscoli, peintre (Florence, ~1560-1607)
- Andrea Branzi, architecte et designer (Florence, 1938 - )
- Andrea del Castagno, peintre (Castagno 1421 - Florence, 1457)
- Andrea Commodi, peintre (Florence, 1560-1638)
- Andrea Orcagna di Cione di Arcangelo, peintre, sculpteur, orfèvre, mosaïste et architecte florentin (Florence, ~1308 - Florence, 1368)
- Andrea del Verrocchio, sculpteur, peintre, orfèvre et architecte (Florence, 1435-1488)
- Andrea del Sarto, peintre (Florence, 1486-1531)
- Andrea della Robbia, sculpteur et céramiste (Florence, 1400-1482)
- Angelo di Cosimo di Mariano detto Il Bronzino, peintre (Florence, 1503 – Florence, 1572)
- Andrea di Giusto Manzini, peintre italien de l'école florentine (Florence... – 1451)
- Angelo Maria Bandini, bibliothécaire de la bibliothèque Laurentienne et de la biblioteca Marucelliana (Florence, 1726-1800)
- Anne-Marie-Louise de Médicis, la dernière des Médicis (Florence, 1667 - Florence, 1743)
- Anton Francesco Doni, écrivain (Florence, 1513 - Monselice 1574)
- Antonio da Sangallo le Vieux, architecte (Florence, 1455-1534)
- Antonio da Sangallo le Jeune, architecte (Florence, 12 avril 1484 - Terni, 3 août 1546)
- Antonio Magliabechi, érudit et bibliophile, créateur de la bibliothèque publique qui a porté son nom (aujourd'hui intégrée dans la Bibliothèque nationale centrale de Florence) (Florence, 1633 - Florence, 1714)
- Antonio Meucci, inventeur (Borgo San Frediano près de Florence, 1808 - États-Unis 1896)
- Antonio di Pietro Averlino ou Averulino, dit le Filarète (en grec celui qui aime la vertu), architecte et sculpteur (Florence, ~ 1400 - ~1469)
- Antonio Pollaiuolo, Antonio di Jacopo Pollaiuolo, Antonio del Pollaiolo ou Antonio Pollaiolo, peintre ( Florence, 1432 - Rome, 1498)
- Antonio Rossellino, sculpteur (Settignano près de Florence, 1427- Florence, 1479)
- Antonio Sacchini, Antonio Maria Gasparo Sacchini, compositeur de l'école napolitaine (Florence, 1730 - Paris, 1786)
- Antonio Squarcialupi, organiste et compositeur ( Florence, 1416-1480)
- Antonio Veracini, violoniste et compositeur de la période baroque (Florence, 1659 - 1745)
- Arcangelo Jacopo del Sellaio, peintre (Florence, 1477 ou 1478-1530)
- Artemio Franchi, dirigeant sportif (Florence, 1922 - Sienne, 1983)
- Attilio Zuccagni, médecin, naturaliste et botaniste (Florence, 1754 - Florence, 1807)

### B
- Gaetano Baccani, architecte (Florence, 1792 – Florence, 1867)
- Baccio d'Agnolo, sculpteur et architecte (Florence, 1462-1543)
- Baccio Bandinelli, sculpteur et peintre (Florence, 1493-1560)
- Baccio Pontelli, architecte urbain et militaire (Florence, ~1450 - Urbino, 1492)
- Bartolomeo Ammannati, architecte et sculpteur (Settignano 1511-1592)
- Benedetto Ghirlandaio, peintre (Florence, 1458-1497)
- Benedetto da Majano, sculpteur et architecte (Maiano 1444 - Florence, 1498)
- Benedetto da Rovezzano, sculpteur et architecte (bourg de Rovezzano, 1474 - ~1552)
- Benozzo Gozzoli, peintre (Florence, 1420-1497)
- Benvenuto Cellini, orfèvre et sculpteur (Florence, 1500-1571)
- Bernardo Buontalenti, architecte, sculpteur et peintre (Florence, 1536-1608)
- Bernardo Ciuffagni, sculpteur (Florence, 1381-1475)
- Bernardo Daddi, peintre et apprenti de Giotto (Florence, 1290 - )
- Bernardo Davanzati ou Bernardo Bostichi Davanzati, écrivain (Florence, 1529-1606)
- Bernardo Rossellino, sculpteur et architecte (Settignano près de Florence, 1409 - Florence, 1464)
- Bicci di Lorenzo, peintre florentin (Florence, 1373-1452)
- Brunetto Latini, notaire, philosophe et chancelier de la république de Florence (Florence, ~1220-1294)

### C
- Carlo Ademollo, peintre (Florence, 1824-1911)
- Carlo Collodi, écrivain (Florence, 1823-1890)
- Carlo Dolci, peintre (Florence, 1616 - Florence, 1686)
- Catherine de Médicis, née Catherine Marie Romola, reine de France (Florence, 1519 - Blois, 1589)
- Catherine Sforza (Caterina Sforza), fille naturelle de Galéas Marie Sforza (Florence, 1463-1509)
- Jacopo Chimenti, peintre (Florence, 1551-1640)
- Cimabue, peintre (Florence, 1240 - Florence, 1302)
- Concino Concini, maréchal d'Ancre, favori de Marie de Médicis (Florence, ~1575 - Paris, 1617)
- Coppo di Marcovaldo, peintre (Florence, 1225-1276)
- Cosimo Gamberucci, peintre (Florence, ~1560)
- Cosme de Médicis ou Cosme l'Ancien, Cosimo de' Medici, banquier et homme d'État, fondateur de la dynastie politique des Médicis (Florence, 1389 - Florence, 1464)
- Cosme II de Médicis, grand-duc de Toscane, protecteur de Galilée (Florence, 1590-1612)
- Cosme III de Médicis, grand-duc de Toscane (Florence, 1642-1723)
- Cosimo Rosselli, peintre (Florence, 1439-1507)
- Costanzo W. Figlinesi, peintre, (Florence, 1912 - Pélissanne, 1991)
- Cristoforo Buondelmonti, religieux et voyageur (Florence, ~1380 - ??)

### D
- Dante Alighieri, poète, homme politique et écrivain (Florence, 1265 - Ravenne, 1321)
- Davide Ghirlandaio, peintre (Florence 1452-1525)
- Desiderio da Settignano, sculpteur (Settignano près de Florence, 1430-1479)
- Dino Compagni, historien-chroniqueur (Florence, ~ 1255-1324)
- Domenico di Giovanni (1404-1449), barbier florentin et poète du Quattrocento.
- Domenico di Michelino, peintre italien de l'école florentine. (Florence, 1417 – Florence, 1491)
- Donatello, sculpteur (Florence, 1386 - Florence, 1466)
- Donato Acciaiuoli, écrivain et homme d'État (Florence, 1429 – Milan, 28 août 1478)
- Agostino di Duccio, sculpteur italien (Florence, 1418 – Pérouse, 1481 environ)

### E
- Emmanuel Anati, archéologue (Florence, 1930- )

### F
- Ferdinand Ier de Médicis Ferdinando I de Medici, grand-duc de Toscane (Florence, 1549-1609)
- Ferdinand II de Médicis, grand-duc de Toscane (Florence, 1610-1670)
- Ferdinand III de Toscane ou Ferdinando di Asburgo-Lorena, grand-duc de Toscane (Florence, 1769-1824)
- Ferdinando Ruggieri, architecte baroque (Florence, 1691 – Florence, 1741)
- Filippo Brunelleschi, peintre, orfèvre, architecte (Florence, 1377-1446)
- Folco Lulli, acteur (Florence, 1912-1970)
- Fra Bartolomeo, peintre (Florence, 1472 - Pian' di Mugnone, 1517)
- Fra Filippo Lippi, peintre (Florence, 1406 - Spolète 1469)
- Francesco Berni, poète burlesque (Lamporecchio 1490-1536)
- Francesco Botticini ou Francesco di Giovanni Botticini, peintre (Florence, ~1446-1498)
- Francesco Curradi, peintre (Florence, 1570 - Florence, 1661)
- Francesco Ferrucci, militaire italien qui fut condottière de la république de Florence (Florence, 1489 - Gavinana, 1530)
- Francesco Furini, peintre (Florence, vers 1600 (ou 1603) – Florence, 19 août 1646)
- Francesco Guicciardini, historien (Florence, 1482 - Arcetri, 1540)
- Francesco Petrarca, érudit, poète et humaniste (Arezzo 1304 - Arquà Petrarca, 1374)
- Francesco Salviati Francesco de Rossi, peintre (Florence, 1510 - Rome, 1563)
- Francesco di Simone Ferrucci, sculpteur (Fiesole 1437- Florence, 1493)
- François Ier de Médicis, grand-duc de Toscane (Florence, 1541-1587)
- François Ier d'Autriche, archiduc souverain d'Autriche (Florence, 1768 - Vienne, 1835)
- Franciscus Accursius, surnommé par ses contemporains l'« idole des jurisconsultes » (Florence, 1182-1260).
- Franciabigio, peintre (Florence, 1482-1525)
- Franco Zeffirelli, réalisateur, scénariste, producteur et acteur (Florence, 1923)
- Fulvio Caccia, poète romancier, essayiste (Florence, 1952)

### G
- Anton Domenico Gabbiani, peintre italien du baroque tardif (Florence, 13 février 1652 – 22 novembre 1726)
- Gabriele Veneziano, physicien, coïnventeur de la théorie des cordes (Florence, 1942 - )
- Gaddo Gaddi, peintre florentin le père du peintre Taddeo Gaddi (Florence, 1260-1332)
- Gaëtan Vestris, Gaetano Apolline Baldassare Vestris, danseur et chorégraphe franco-italien (Florence, 1729 - Paris, 1808)
- Gaetano Savi, naturaliste (Florence, 1769 - Pise 1844)
- Gasparo Angiolini né Domenico Maria Angiolo Gasparini, danseur et chorégraphe, (Florence, 1731 - Milan, 1803)
- Giacomo Nacchiante, théologien dominicain (Florence, - Chioggia, 1569)
- Giorgio Albertazzi, acteur (1923 - )
- Giottino Giotto di Stefano, peintre (Florence, 1324 - Florence, 1369)
- Giovanni Angelo Montorsoli, sculpteur (Florence, vers 1507-1563)
- Giovanni Battista Foggini, sculpteur (Florence, 1652 - Florence, 1725)
- Giovan Battista Vanni, peintre (Florence, 1599 ou 1600 - Pistoia 1660)
- Giovanni Domenico Ferretti ou Giandomenico d’Imola (Florence, 1692-1768)
- Giovanni Fabbroni ou Giovanni Valentino Mattia Fabbroni, physicien et agronome (Florence, 1752 - Pise, 1822)
- Giovanni Francesco Rustici, sculpteur (Florence, 1474 - Tours, 1554)
- Giovanni Gaetano Bottari, scientifique florentin, bibliothécaire de la bibliothèque vaticane, l'un des plus savants prélats de la cour romaine (Florence, 1689 - Rome, 1775)
- Giovanni Niccolo Servandoni, Giovanni Niccolo Geronimo Servandoni, peintre, décorateur de théâtre et architecte (Florence, 1695 - Paris, 1766)
- Giovanni Michelazzi (Florence, 1879 - 1920), architecte qui fut l'un des principaux représentants de l'Art nouveau en Italie.
- Giovanni Papini, écrivain (Florence, 1881-1956)
- Giovanni Sartori, politologue né à Florence, en 1924
- Giuliano Bugiardini, peintre (Florence, 1475? - 1554?)
- Giuliano da Sangallo, ingénieur et architecte (Florence, 1445 - Rome, 1516)
- Guido Cavalcanti, poète et ami de Dante (Florence, 1255 - Florence, 1300)
- Guglielmo Libri Carucci dalla Sommaja, le Comte Libri, mathématicien et bibliophile, célèbre pour ses nombreux vols de livres rares en France (Florence, 1803 - Fiesole, 1869)
- Giulio Lasso, architecte ( Florence, -1617)
- Giuseppe Raddi, botaniste (Florence, 1770 - Rodi, 1829)
- Giuseppe Zocchi, dessinateur et graveur (Florence 1711 – Florence, 1767)
- Giuseppe Scortecci, herpétologiste ( Florence, 1898 - Milan, 1973)
- Gustavo Fratellini Enrico Gaspero Henri Fratellini, trapéziste et acrobate (Florence, 1842 - Paris, 1905)

### J
- Jacopo di Cione, peintre florentin (Florence, 1320-1330 - 1398-1400)
- Jacopo Nardi, historien (Florence, 1476 - Venise, 1563)
- Jean de Médicis, Giovanni de' Medici, surnommé di Bicci, fondateur de la dynastie des Médicis (Florence, 1360-1429)
- Jean Gaston de Médicis, le dernier grand-duc de Toscane de la lignée des Médicis (Florence, 1671 - Florence, 1737)
- Julien de Médicis, Giuliano di Piero de' Medici, homme d'État et codirigeant de la république de Florence (Florence, 1453-1478)
- Julien de Médicis,ou Julien de Laurent de Médici, Giuliano de' Medici, duc de Nemours (Florence, 1478-1516)

### L
- Léopold II de Toscane, Léopold II de Habsbourg-Lorraine, archiduc d'Autriche et grand-duc de Toscane (Florence, 1797 - Rome, 1870)
- Lorenzo de Medici, homme d'État italien et dirigeant de la république de Florence à la fin du XVe siècle (Florence, 1449 - Careggi, 1492)
- Lorenzetto Lotti, Lorenzo di Lodovico di Guglielmo dit Lorenzetto, orfèvre, sculpteur et architecte (Florence, 1490 - Rome, 1541)
- Lorenzo Bellini, anatomiste (Florence, 1643-1704)
- Lorenzo di Bicci, peintre florentin (Florence, ?? -1427)
- Lorenzo di Credi, peintre et sculpteur (Florence, 1459-1537)
- Lorenzo Ghiberti, sculpteur (Florence, 1378 - Florence, 1455)
- Lorenzo Lippi, peintre et poète (Florence, 1606 - Florence, 1665)
- Louis Fratellini, Luigi, clown (Florence, 1868 - )
- Luca della Robbia, sculpteur et céramiste (Florence, 1400-1482)
- Luigi Alamanni (parfois dénommé Alemanni), homme d’église et poète (Florence, 1495 - Amboise, 1556)
- Luigi Sabatelli, peintre néoclassique (Florence, 1772 - Milan, 1850)

### M
- Marco di Bartolomeo Rustici, orfèvre miniaturiste (Florence, 1392-1457)
- Marc Monnier, écrivain suisse (Florence, 1829 - Genève, 1885)
- Marco Masini, chanteur compositeur, né à Florence, en 1964
- Mario Luzi, écrivain membre des Giubbe Rosse (Florence, 1914 – Florence, 2005)
- Mario del Monaco, ténor (Florence, 1915 - Mestre 1982)
- Mariotto Albertinelli, peintre (Florence, 1474 - Florence 1515)
- Matteo Carcassi, compositeur, guitariste et pédagogue (Florence, 1792 - Paris, 1853)
- Michelozzo di Bartolommeo, architecte et sculpteur (Florence, 1391-1472?)
- Mino da Fiesole, sculpteur (Fiesole 1429 - Florence, 1484)

### N
- Nanni di Baccio Bigio né Giovanni Lippi, architecte du XVIe siècle né à Florence.
- Nanni di Banco, sculpteur (Florence, 1390 - Florence, 1421)
- Nardo di Cione frère d'Andrea Orcagna, peintre et architecte (Florence, ?? -1366)
- Neri di Bicci, peintre florentin (Florence, 1418 – 1492)
- Neri Parenti, scénariste et réalisateur italien (Florence, 1950 - )
- Niccolò Niccoli, érudit florentin, bibliophile, à l'origine de la première bibliothèque ouverte au public par le don de sa bibliothèque à Florence (Florence, 1364 - Florence, 1437)
- Nicolas Machiavel, Niccolò Machiavelli, penseur de la Renaissance, théoricien de la politique et de la guerre (Florence, 1469-1527)

### O
- Odoardo Beccari, naturaliste (Florence, 1843 - Florence, 1920)
- Oriana Fallaci, essayiste et journaliste (Florence, 1929 - Florence, 2006)
- Ottavio Piccolomini d'Aragona, duc d'Amalfi et général de Wallenstein (Florence, 1599 - Vienne, 1656)

### P
- Paolo Toscanelli del Pozzo, surnommé Paul le physicien, astronome, cartographe et médecin (Florence, 1397 - Florence, 1482)
- Paolo Uccello (Florence, 1397 - Florence, 1475)

#### Papes
- Pape Clément VII, né Jules de Médicis (Florence, 1478 – Rome, 1534)
- Pape Clément XII né Lorenzo Corsini (Florence, 1652 - Rome, 1740)
- Pape Léon X, (Florence, 1475 - Rome 1521)
- Pape Léon XI né Alexandre Ottaviano de Médicis (Florence, 1535 - Rome, 1605)
- Pape Urbain VIII Maffeo Barberini (Florence, 1568 – Rome, 1644)

#### Pe...
- Perin del Vaga, peintre (Florence, 1501 - Rome, 1547)
- Philippe Baldinucci ou Filippo, littérateur (Florence, 1624-1696)
- Piero di Cosimo, peintre (Florence, 1462-1521)
- Piero Pelù, chanteur rock, membre du groupe Litfiba jusqu'en 1999 (Florence, 1962 - )
- Piero Pollaiuolo, peintre (Florence, 1441-1496)
- Piero Umiliani, compositeur (Florence, 1926 - Rome, 2001)
- Piero Vettori, humaniste, professeur (Florence, 1499-1585)
- Pierre Ier de Médicis, Pietro de' Medici, surnommé il Gottoso (le Goutteux) (Florence, 1416 - Florence, 1469)
- Pierre II de Médicis dit Pierre l'infortuné (Florence, 1471 – Minturn, o 1503),
- Pietro Citati, écrivain et intellectuel (Florence, 1930 - )
- Pietro Francesco Foggini, bibliothécaire à la bibliothèque Vaticane (Florence, 1713-1783)
- Pietro Torrigiano, sculpteur (Florence, 1472-1522)

### R
- Raffaello Borghini, dramaturge, poète et critique d'art (Florence, 1537 - Florence, 1588)
- Ridolfo del Ghirlandaio, peintre (Florence, 1483-1561)
- Rodolfo Emilio Giuseppe Pichi-Sermolli, botaniste (Florence, 1912-2005)
- Rosso Fiorentino, peintre (Florence, 1494 - Fontainebleau, 1540)
- Ruggero Verity, médecin et entomologiste (Florence, 1883 - Florence, 1959)

### S
- Sandro Botticelli, peintre (Florence, 1445-1510)
- Sandro Chia, artiste plasticien conceptuel (Florence, 1946- )
- Severo Bonini, compositeur, organiste et auteur (Florence, 1582-1663)
- Sylvano Bussotti, compositeur, interprète, peintre, lettré, metteur en scène, costumier et acteur, a dirigé la Fenice (Florence, 1931 - )

### T
- Telemaco Signorini (Florence, 1835 - Florence, 1901), peintre emblématique du mouvement Macchiaioli
- Tiberio Titi (Florence, 1578-1637), peintre
- Tommaso Bonaventura della Gherardesca (Florence, 1654-1721), archevêque de Florence

### U
- Ugo Micheli, boxeur (Florence, 1883 - )

### V
- Valerio Cigoli ou Cioli di Simone, sculpteur florentin (Settignano, 1529 - Florence, 1599)
- Piero Vettori, écrivain, philologue, humaniste et traducteur d'auteurs antiques (Florence, 1499-1585)
- Vincenzo da Filacaia, poète lyrique (Florence, 1642-1707)
- Vincenzo de' Rossi, sculpteur italien de l'école florentine (Fiesole, 1525 - Florence, 1587)
- Vincenzo Galilei, musicien et fils de Galileo Galilei (Florence, 1520 - Florence, 1591)
- Vincenzo Viviani, astronome, pupille de Torricelli et disciple de Galilée (Florence, 1622-1703)

### Z
- Zanobi del Rosso, architecte florentin (Florence, 1724-1798)